# De la Gardie

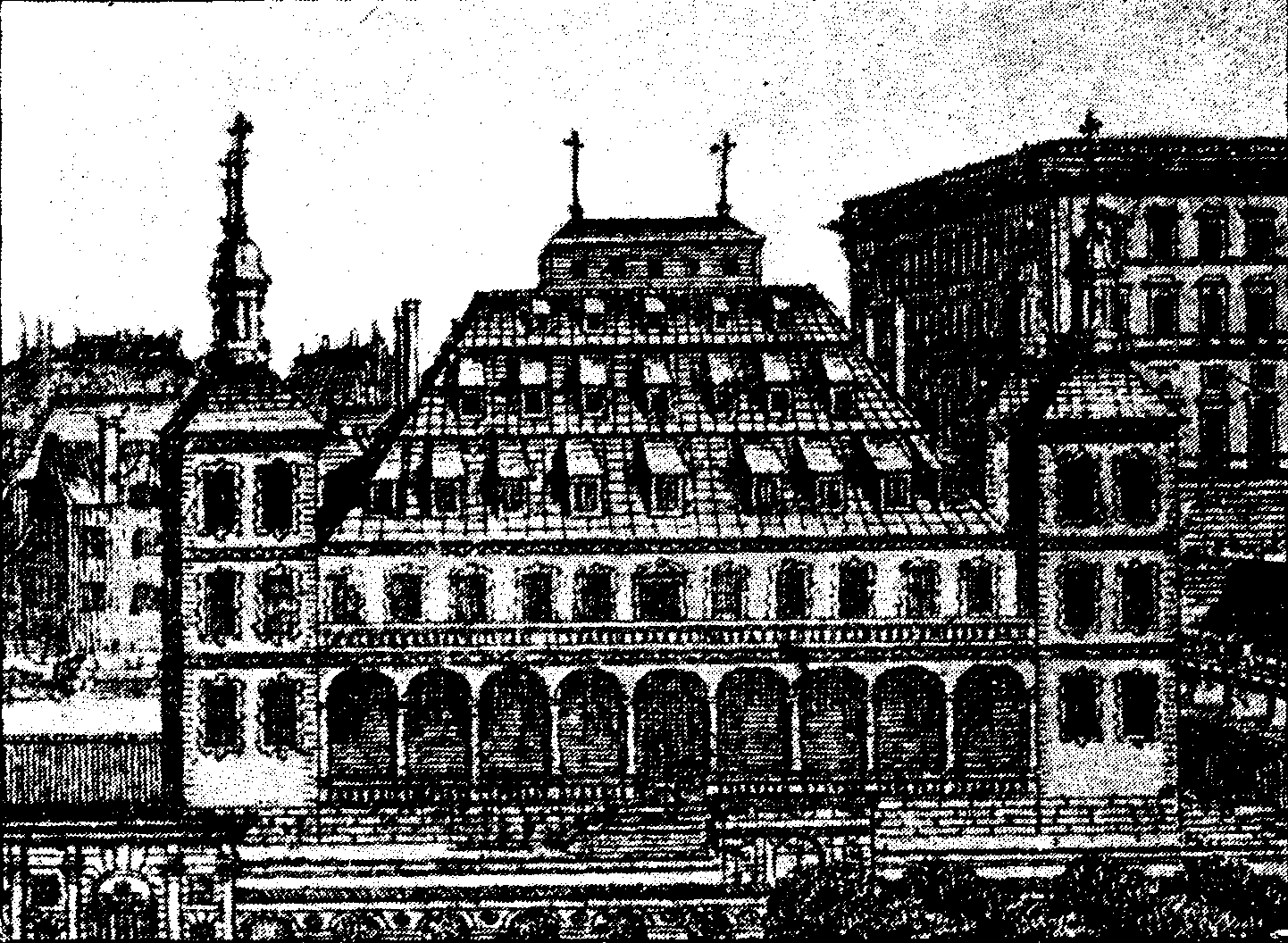
Il Palazzo Makalös (ineguagliabile) della famiglia De la Gardie, proprio accanto al Castello Reale di Stoccolma

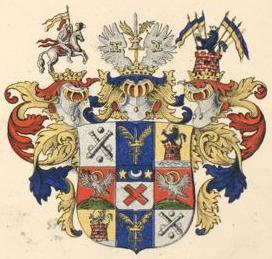
Stemma avito dei De la Gardie

De la Gardie, saltuariamente de la Gardie (Nome della famiglia francese: d'Escouperie), è una famiglia nobile svedese di origini francese. Lo status sociale della famiglia in Francia prima di emigrare in Svezia è incerto, appartenevano probabilmente alla piccola nobiltà o erano borghesi. Ponce d'Escouperie, figlio di un commerciante, partì nel 1565 per la Svezia e prese il nome di Pontus De la Gardie quando venne registrato dalla Camera dei Cavalieri. Sposò Sofia Johansdotter Gyllenhielm, una figlia illegittima del Re Giovanni III e fu gli dato il titolo di barone nel 1571, il lignaggio baronale della famiglia si concluse con suo figlio Johan De la Gardie. Al secondo figlio maschio di Pontus De la Gardie, Jacob De la Gardie, fu dato il titolo di conte di Läckö nel 1615 e suo figlio Magnus Gabriel De la Gardie diventò il favorito della Regina Kristina e ne sposò la cugina, la Contessa Palatina Maria Eufrosina di Zweibrücken (sorella di Carlo X Gustavo di Svezia).
Il lignaggio della contea dei De la Gardie di Läckö è ancora esistente, sebbene le contee in Svezia non servono più da regioni amministrative. Il capo della famiglia è Carl Gustaf De la Gardie (1946- ) e vive fuori Linköping.
Membri degni di nota includono:
- Pontus De la Gardie (1520 - 1585), Governatore dell'Estonia svedese (1574–1575) e (1583–1585), sposò Sofia Johansdotter Gyllenhielm, la figlia illegittima di Giovanni III di Svezia
- Jacob De la Gardie (1583 - 1652), figlio di Pontus, guidò l'esercito svedese a Mosca.
- Johan De la Gardie (1626 – ottobre 1628), Governatore dell'Estonia svedese
- Magnus Gabriel De la Gardie (1622 - 1686), statista svedese, figlio di Jacob.
- Maria Sofia De la Gardie (1627–1694), imprenditrice
- Axel Julius De la Gardie (1637 - 1710), Maresciallo di Campo svedese, figlio di Jacob.
- Johanna Eleonora De la Gardie (1661–1708), dama di compagnia, poetessa
- Magnus Julius De la Gardie (1668 - 1710), Generale svedese, statista, figlio di Axel.
- Brita Sophia De la Gardie (1713–1797), attrice dilettante, cultrice della personalità
- Catharina Charlotta De la Gardie (1723–1763), eroina
- Eva De la Gardie (1724–1786), scienziata
- Hedvig Catharina De la Gardie (1732–1800), figlia di Magnus Julis, moglie di Axel von Fersen il Vecchio e madre di Axel von Fersen il Giovane.
- Hedvig Ulrika De la Gardie (1761–1832), dama di compagnia

## Collegamenti
- Campagna De la Gardie